# Y. Последний мужчина (телесериал)
«Y. Последний мужчина» (англ. Y: The Last Man) — американский драматический сериал, основанный на серии комиксов «Y. Последний мужчина» Брайана К. Вона и Пии Гуерры. Премьера телесериала состоялась 13 сентября 2021 года на телеканале FX.

## Сюжет
События сериала развернутся в постапокалиптическом мире, в котором чума неизвестного происхождения уничтожила каждого млекопитающего мужского пола, за исключением одного юноши по имени Йорик Браун, который вместе со своим ручным капуцином Амперсандом пережил болезнь.

## В ролях

### Главные роли
- Дайан Лейн — сенатор / Президент США Дженнифер Браун, мать  Йорика и Хиро
- Эшли Романс — Агент 355 / Сара Бёргин, член секретной организации Кольцо Калпера, телохранитель Йорика
- Бен Шнетцер — Йорик Браун, последний известный мужчина, оставшийся в живых; сын Дженнифер, брат Хиро
- Оливия Тирлби — Хиро Браун, фельдшер, дочь Дженнифер, сестра Йорика, член Дочерей Амазонок
- Джулиана Кэнфилд — Бет Девиль, бывшая девушка Йорика
- Эллиот Флетчер — Сэм Джордан, транс-мужчина, лучший друг Хиро
- Марин Айрленд — Нора Брэди, бывший советник по прессе Президента Теда Кэмпбелла, мать Макензи
- Эмбер Тэмблин — Кимберли Кэмпбелл Каннингем, дочь Теда и Марлы Кэмпбеллов
- Дайана Банг — доктор Эллисон Манн, генетик из Гарвардского университета

### Второстепенные роли
- Куинси Кирквуд — Макензи Брэди, дочь Норы
- Джесс Салгейру — Кристин Флорес, глава администрации Президента Браун
- Пэрис Джефферсон — Первая леди Марла Кэмпбелл, жена Теда, мать Кимберли
- Дженнифер Вигмор — Реджина Оливер, секретарь по делам ветеранов, претендент на пост Президента США
- Янна МакИнтош — генерал Пегги Рид, сотрудник администрации Президента Браун
- Лаура Де Картере — Лиза Мюррей, бывшая советница администрации Кэмпбелла, помогающая Президенту Браун
- Тара Никодемо — Рейчел Уокер, сотрудник администрации Президента Браун
- Аеша Мансур Гонсалвес — Прийя Хан, сотрудник администрации Президента Браун
- Мисси Пайл — Роксана, лидер Дочерей Амазонок, ненавидит мужчин
- Саманта Браун — Келси, член Дочерей Амазонок
- Сидни Мейер — Николь, член Дочерей Амазонок
- Джейли Вулф — Афина / Лаура, член Дочерей Амазонок
- Кристен Гутоски — Соня, бывшая заключённая, живущая в Маррисвилле, влюблена в Йорика
- Мими Кузык — Дженис, лидер заключённых, живущих в Маррисвиле
- Мерседес Моррис — Доминик, бывшая заключённая, живущая в Маррисвилле
- Джун Каррил — таинственная женщина из прошлого Агента 355, член секретной организации Кольцо Калпера
- Сэм Робардс — Дин Браун, бывший муж Дженнифер, отец Хиро и Йорика
- Пол Гросс — Президент США Тед Кэмпбелл, муж Марлы, отец Кимберли

## Производство

### Разработка
14 октября 2015 года было сообщено, что телеканал FX заказал экранизацию серии комиксов Брайана К. Вона и Пии Гуерры «Y. Последний мужчина». Вон собирался продюсировать вместе с Ниной Джейкобсон и Брэдом Симпсоном. Производственные компании Color Force и FX Productions должны были непосредственно заняться съёмками сериала.
14 ноября 2016 года было объявлено, что Майкл Грин выступит в качестве шоураннера для будущего телесериала в дополнение к написанию пилотного сценария с Воном. 12 января 2017 года было сообщено, что FX ожидает получить сценарий в ближайшие несколько месяцев. 31 мая 2017 года выяснилось, что Грин написал сценарий самостоятельно, и Вону он понравился. 21 июля 2017 года было подтверждено, что FX получил черновой вариант сценария от Грина, который им понравился. Обсуждение последующих эпизодов продолжается. 16 января 2018 года генеральный директор FX Джон Ландграф прокомментировал статус сериала во время ежегодного зимнего пресс-тура Ассоциации телевизионных критиков, сказав: «Мы чувствуем себя довольно оптимистично, не совсем в момент принятия окончательного решения. Но мы получили сценарий, который нам очень нравится». Далее Ландграф прокомментировал, что Грин теперь свободен для работы над сериалом после его ухода из «Американских богов».
5 апреля 2018 года было объявлено, что FX дал зелёный свет на производство пилотного эпизода. Грин, как ожидали, будет работать совместно с Айдой Машакой Кроаль, Мелиной Мацукас, Якобсоном, Симпсоном и Воном. Мацукас также должна срежисировать пилотный эпизод. 4 февраля 2019 года на ежегодном зимнем пресс-туре Ассоциации телевизионных критиков было объявлено, что телеканал заказал целиком первый сезон, премьера которого состоится в 2020 году.

### Кастинг
В июле 2018 года было объявлено, что Дайан Лейн, Барри Кеоган, Имоджен Путс, Лашана Линч, Джулиана Кэнфилд, Марин Айрленд, Эмбер Тэмблин и Тимоти Хаттон сыграют главные роли в пилотном эпизоде. В феврале 2020 года было объявлено, что Кеоган не будет играть Йорика и что новый актёр возьмёт на себя роль главного героя. Позже в том же месяце Бен Шнетцер получил роль Йорика. В марте 2020 года было объявлено, что Эллиот Флетчер получил роль Сэма Джордана, лучшего друга Йорика".

### Съёмки
Основные съёмки пилота началась 20 августа 2018 года. В список мест, где проходили съёмки вошёл Перл-Ривер, Нью-Йорк.

## Закрытие сериала
Первоначально шоураннер Элиза Кларк рассчитывала что сериал будет длиться минимум 5 или 6 сезонов, но еще до выхода финальной серии первого сезона FX без объяснения причин заявила что сворачивает работу над вторым сезоном и больше не планирует заниматься сериалом в дальнейшем. По словам Кларк для нее данная новость стала полной неожиданностью, т.к. ничего не предвещало возможного закрытия. Тем не менее Кларк не теряет надежды в будущем вернуться к работе над сериалом если какой-нибудь другой канал заинтересуется в его продолжении. 